# تیم ملی والیبال زنان برزیل
تیم ملی والیبال زنان برزیل تیم ملی والیبال زنان کشور برزیل است که تا کنون ۲ بار قهرمان والیبال المپیک در بخش زنان شده است و تاکنون ۶۷ قهرمانی را  تورنومنت های مختلف تاریخ والیبال زنان کسب کرده است و به عنوان پر افتخار ترین تیم والیبال زنان شناخته می شود زنان برزیل همچنین بیشترین قهرمانی را در قهرمانی جهان و جام جهانی و لیگ جهانی زنان بدست آورده است

## نتایج

### بازی‌های المپیک تابستانی
| ۱۹۶۴  | واجد شرایط نشد | واجد شرایط نشد | واجد شرایط نشد | واجد شرایط نشد | واجد شرایط نشد | واجد شرایط نشد |
| ۱۹۶۸  | واجد شرایط نشد | واجد شرایط نشد | واجد شرایط نشد | واجد شرایط نشد | واجد شرایط نشد | واجد شرایط نشد |
| ۱۹۷۲  | واجد شرایط نشد | واجد شرایط نشد | واجد شرایط نشد | واجد شرایط نشد | واجد شرایط نشد | واجد شرایط نشد |
| ۱۹۷۶  | واجد شرایط نشد | واجد شرایط نشد | واجد شرایط نشد | واجد شرایط نشد | واجد شرایط نشد | واجد شرایط نشد |
| ۱۹۸۰  | یک چهارم نهایی | جایگاه ۷ام     |                |                |                |                |
| ۱۹۸۴  | یک چهارم نهایی | جایگاه ۷ام     |                |                |                |                |
| ۱۹۸۸  | یک چهارم نهایی | جایگاه ۶ام     |                |                |                |                |
| ۱۹۹۲  | نیمه نهایی     | جایگاه ۴ام     |                |                |                |                |
| ۱۹۹۶  | نیمه نهایی     | مدال برنز      |                |                |                |                |
| ۲۰۰۰  | نیمه نهایی     | مدال برنز      |                |                |                |                |
| ۲۰۰۴  | نیمه نهایی     | جایگاه ۴ام     |                |                |                |                |
| ۲۰۰۸  | نهایی          | مدال طلا       |                |                |                |                |
| ۲۰۱۲  | نهایی          | مدال طلا       |                |                |                |                |
| ۲۰۱۶  | یک چهارم نهایی | جایگاه ۵ام     |                |                |                |                |
| مجموع | ۲ عناوین       | ۹/۱۳           | -              | -              | -              |                |